# Philadelphia Passion
Le Philadelphia Passion sono state una squadra della Legends Football League (ex Lingerie Football League).
Giocavano al Sun National Bank Center (fino al novembre 2009 denominato Sovereign Bank Arena) di Trenton, in New Jersey.

## Colori
Le Passion indossano slip e reggiseno verdi con bordo nero.
I colori ricordano quelli dei Philadelphia Eagles della National Football League.

## Campionati disputati

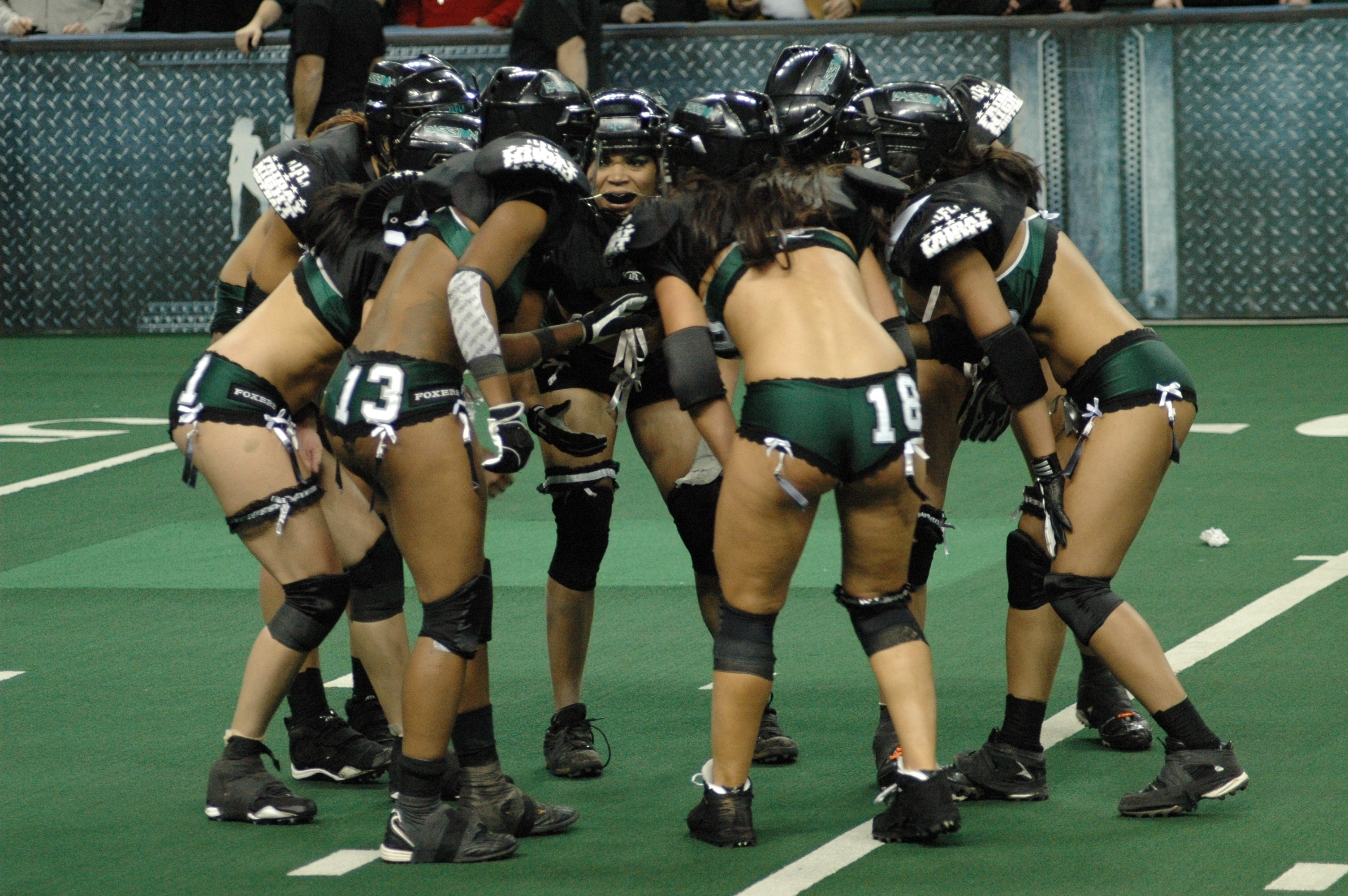
Huddle delle Philadelphia Passion (campionato 2009-2010)

Le Passion sono una delle squadre create per l'ampliamento a dieci squadre del campionato della Lingerie Football League per il 2009-2010. Hanno esordito il 30 ottobre 2009 vincendo per 40-6 con le New York Majesty.

### 2009-2010
Risultati: 30.10.2009: New York Majesty - Philadelphia 6-40 (MVP: Tyrah Lusby); Philadelphia - Miami Caliente 26-37; 11.11.2009: Philadelphia - Tampa Breeze 12-6 (MVP: Tyrah Lusby); Chicago Bliss - Philadelphia 46-19.
Riepilogo regular season: 2 vinte, 2 perse. Punti fatti/subiti: 97 / 95. Touchdowns: 15.

## Giocatrici di rilievo
- Jackie Danico (quarterback). Di Avenel (New Jersey). Tre passaggi da touchdown nella partita d'esordio.
- Tyrah Lusby (running back e wide receiver). Di Wilmington (Delaware). Ha giocato nella squadra di basket della Brandywine High School e nel 2004 è stata inserita nel quintetto ideale dello Stato del Delaware.[1] Nella partita d'esordio ha realizzato 5 touchdowns (2 su corsa, 3 su ricezione), stabilendo il record della LFL. È, insieme a Katie Ryckman (Seattle Mist), l'unica giocatrice della LFL ad essere stata scelta per due volte come MVP di un incontro.